# Gadzhalykend
Gadzhalykend är en ort i Azerbajdzjan.   Den ligger i distriktet Göyçay, i den centrala delen av landet, 180 km väster om huvudstaden Baku. Gadzhalykend ligger 101 meter över havet och antalet invånare är 1 063.
Terrängen runt Gadzhalykend är platt åt sydväst, men åt nordost är den kuperad. Närmaste större samhälle är Geoktschai, 6,5 km väster om Gadzhalykend.
Trakten runt Gadzhalykend består till största delen av jordbruksmark. Runt Gadzhalykend är det ganska tätbefolkat, med 134 invånare per kvadratkilometer.